# هارالد أسترب
هارالد أسترب هو شخصية أعمال نرويجي، ولد في 29 مايو 1903، وتوفي في 22 يونيو 1983.